# وديان فزان
وُدْيان فزان هي محمية طبيعية في ليبيا تتكون من وادي الشاطئ ووادي إيراوان، وهما منطقتان محميتان تقعان في الجنوب الغربي من ليبيا. تتكون المنطقة أساسًا من الصحراء ولكنها تحتوي على جبال وهضاب وأودية جافة في الشمال، حيث تدعم الواحات والمدن القديمة.

## المناخ
يتميز مناخ فزان بالتطرف، حيث يكون الصيف شديد الحرارة والشتاء باردًا نسبيًا، مع هطول أمطار قليلة.

## الأهمية الاستراتيجية
تلعب الأودية دورًا حاسمًا في تواصل المنطقة، حيث تعتبر نقاط دخول من الشمال إلى مدن مثل ودان وسوكنة وهون، ربطًا بين فزان وأجزاء أخرى من ليبيا.